# عرب الأهوار
عرب الأهوار  ويسمون باللغة الإنكليزية (Marsh Arabs) والتي تعني عرب الأهوار، وهم مجموعة سكانية عراقية موطنها الأصلي منطقة الأهوار في جنوب العراق. حيث يشكلون الغالبية من سكان الأهوار لكنهم ليسوا كل سكان الأهوار، ونسبتهم في الأهوار الشرقية أكبر من الأهوار الغربية، إذ أنتقلوا في السنوات الأخيرة وبفعل عدة عوامل من بينها عمليات الاعدامات لسكان الاهوار وعملية تجفيف الأهوار بعد عام 1991م إلى مدن مجاورة وإلى خارج العراق. ويتميز عرب الأهوار بتربيتهم للجواميس واعتمادهم على صيد الأسماك كمصادر للمعيشة. كما يتميزون ببناء صرائف من القصب ذات طراز معين تسمى المضيف وهو عبارة من بيت مصنوع تمامأ من القصب والحصير الذي يصنع من القصب وقد يتكون من صالة رئيسيه ويجلسون الضيوف متكئين متقابلين علي اعمده من القصب وعادة يكون الموقد في اواسط المضيف إضافة إلى قوارب مصنوعة من القصب تساعدهم في صيد السمك تسمى المشحوف، رغم أن الميزتان الأخيرتان يشترك فيها المعدان مع فئات أخرى من سكان جنوب العراق. ويختلف الباحثون في تقدير عدد عرب الأهوار فالعدد يقدر ما بين نصف مليون نسمة
إلى 400 ألف نسمة قبل 30 عاماً في حين أنه لم يبق منهم ساكنا في مناطقهِ الأصلية حالياً سوى ما يقارب ال85 ألف نسمة

## جذور عرب الأهوار

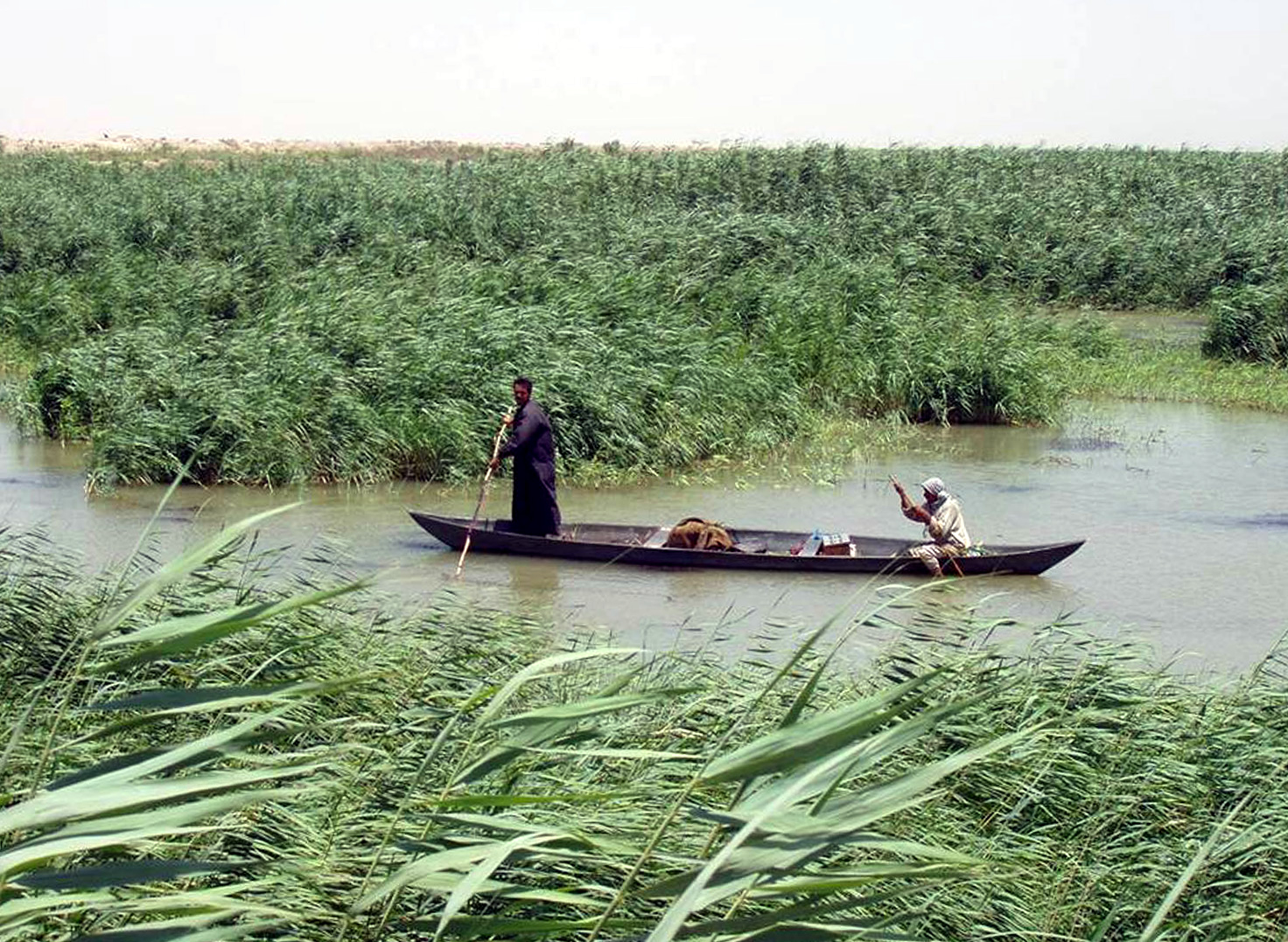
شخصان يقودان مشحوف في أهوار جنوب العراق

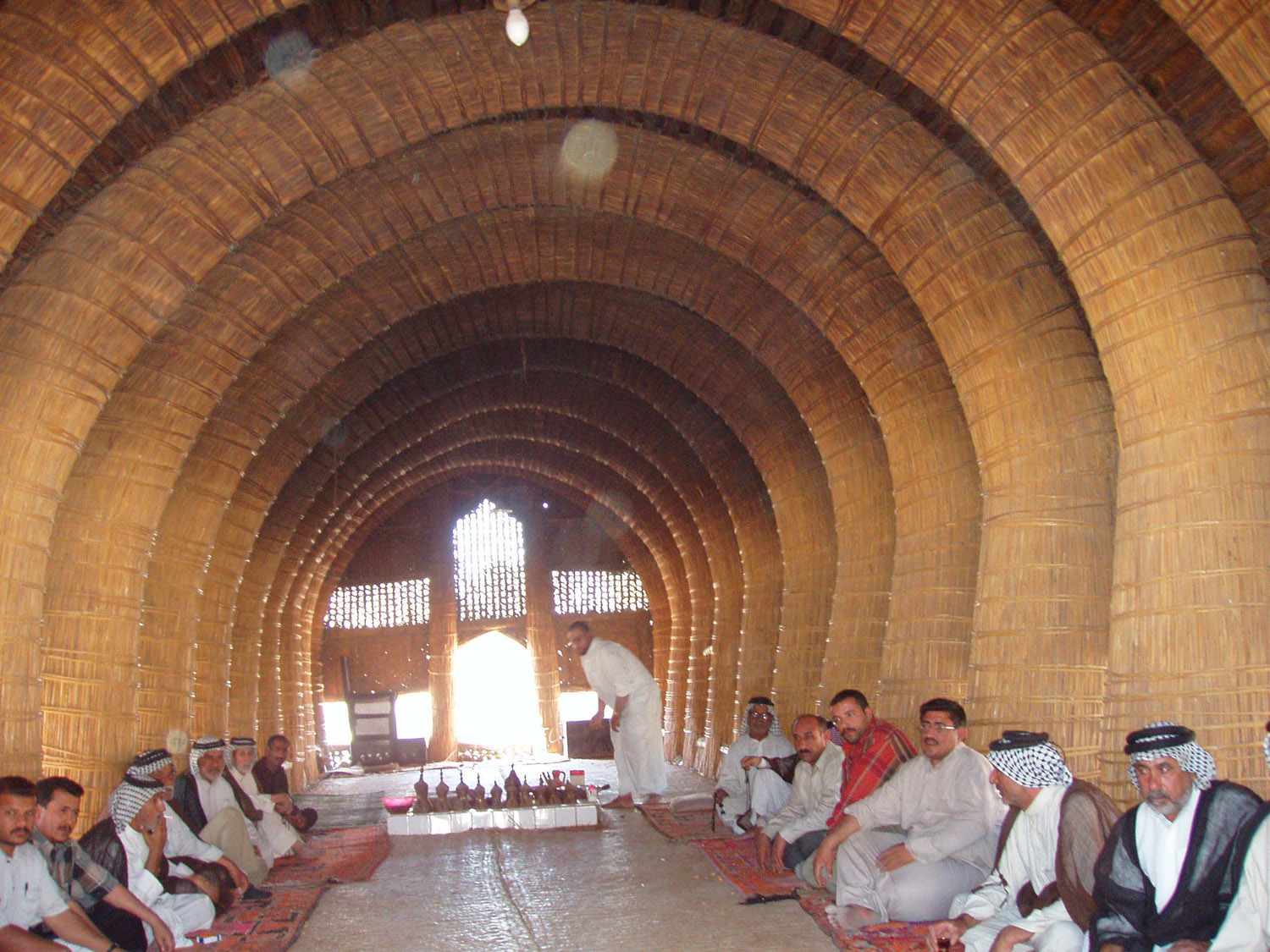
التصميم الداخلي لمضيف القصب

لا توجد دراسة حاسمة في أصل سكان الأهوار لكن بعض الفرضيات ترى بأنهم من أصول هندية وإيرانية، وهناك اتفاق بين المؤرخين أن الأهوار كانت مأهولة في بداية الفتح الإسلامي بشعب الزط الذين جاؤوا في الأصل من أراضي المستنقعات في نهر السند. في حين أن الباحث العراقي عباس العزاوي يقول في كتابهِ عشائر العراق أن المعدان أو المعادي هم مجموعة تمتهن تربية الجواميس كما أنه يقول أنه لا يرى أثراً للهنود أو الإيرانيين فيهم ويعتقد أن الزعم بوجود أصل عراقي قديم فيهم مثل الأصل السومري لا يتجاوز حدود التخرصات «و الكلام للعزاوي». حيث يذكر أن الكل متفقون على أنهم عرب. وأن تربية الجاموس لا تحقق أصلاً غريباً. وإنما تعين حاجة اقتضتها الحالة ولا يبعد أن يكون الجاموس موجوداً قبل الفتح (الفتح الإسلامي للعراق) فاستمر وتدرب العرب على تربيته أو أن الذين تعهدوه قد اندمجوا فلم نعد نفرق بينهم وبين السكان الأصليين.
واثبتت دراسة جينية لفريق ناديا الزاهري في 2011، هذا الكلام وتبين 88.1% من سكان الأهوار هم عرب واستنتج انهم احفاد السومريون.
وأجرى مجموعة من الباحثين منهم نادية الظاهري، وماريا بالا، وفينتشينزا باتّايا، وفيولا غرونغي، ومحمد الحمود وآخرين بحوث على عينات من الكروموسوم (واي) والحمض النووي الميتوكندري mtDNA في 143 شخصاً من عرب الأهوار ووكشفت التحليلات للمجموعات الوراثية Haplogroups والمجموعات الوراثية الفرعية sub-haplogroups التي تمت ملاحظتها في عرب الأهوار عناصر أصيلة منتشرة في الشرق الأوسط في المجموعات الجينية الذكرية والأنثوية على حدٍ سواء، يوحي الأصل الشرق أوسطي الشائع للسكان الحاليين لأهوار جنوب العراق بأنه إذا ما كان عرب الأهوار من نسل السومريين القدماء، فمن المرجّح أن يكون السومريون أيضاً من السكان الأصليين.
في عام 2011 اثبتت دراسة علمية ان معظم سكان الأهوار لديهم نسبة مرتفعة حوالي 88.1% من السلالة الذكورية J1 وهي سلالة منتشرة بین غالبية العرب خاصة أهل اليمن وسكان الشرق الأوسط وشمال أفريقية. ووجد 41% من المسيحين في سوريا لبنان والعراق هم من هذه السلالة. أما السلالات الانثوية المكتشفة لديهم فهي السلالات J,H, T,U.

## تاريخيًا

### الفترة من 1991 إلى 2003
لطالما اعتُبرت الأهوار ملاذًا للعناصر التي تعتبر مضطهدة من قبل حكومة صدام حسين، وكانت في القرون الماضية ملجًا للعبيد الهاربين، خاصة خلال ثورة الزنج. بحلول منتصف الثمانينيات، نشأت حركة تمرد منخفضة المستوى ضد مشاريع التجفيف وإعادة التوطين التي كانت تقودها الحكومة البعثية. قاد هذه الحركة الشيخ «عبد الكريم المحمداوي» من عشيرة البو محمد تحت الاسم الحركي «أبو حاتم».
خلال السبعينيات، بدأت مشاريع الري في التأثير سلبًا على تدفق المياه إلى الأهوار. ولكن بعد حرب الخليج الأولى (1991)، أحيت الحكومة العراقية برنامجًا لتحويل مجاري نهري دجلة والفرات بعيدًا عن الأهوار، وذلك انتقامًا من انتفاضة الشيعة الفاشلة. كان الهدف الرئيسي من هذا البرنامج هو تدمير مصادر الغذاء لعرب الأهوار ومنع أي مليشيات متبقية من الاحتماء فيها، فقد استخدمتها مليشيات مثل «لواء بدر» كمخابئ. أدى هذا البرنامج إلى تحويل الأراضي الرطبة إلى صحراء بشكل منهجي، مما أجبر السكان على مغادرة مستوطناتهم. دُمرت القرى في الأهوار وأُحرقت، وحدثت حالات تسميم للمياه أفادت بعض تقارير بأنها كانت عمدًا.
هُجر غالبية سكان الأهوار إلى مناطق مجاورة للأهوار المجففة، واضطروا للتخلي عن نمط حياتهم التقليدي لصالح الزراعة العادية، أو إلى مدن ومخيمات في مناطق أخرى من العراق، أو إلى مخيمات اللاجئين في إيران. كانت مناطق الأهوار الغربية (أهوار الحمار) والأهوار الوسطى (القرنة) قد جفت تمامًا، بينما تقلصت مساحة «أهوار هور الحويزة» بشكل كبير. تراجع عدد عرب الأهوار الذين بلغ عددهم نصف مليون في الخمسينيات إلى حوالي 20 ألف في العراق، وفقًا للأمم المتحدة. وبحلول عام 2003، يُقدّر أن ما بين 80 ألف إلى 120 ألف منهم فروا إلى مخيمات اللاجئين في إيران. لكن بعد الإطاحة بنظام صدام حسين، استُعيد تدفق المياه إلى الأهوار، وبدأ النظام البيئي في التعافي، وعاد العديد منهم إلى أراضيهم الأصلية.
كتب «شايام باتيا»، مراسل الشرق الأوسط في صحيفة «الأوبزرفر»، والذي قضى أسبوعين مع عرب الأهوار في عام 1993 أول تقرير عن تكتيكات الجيش العراقي في تلك الفترة، إذ كانوا يقومون بقصف قرى الأهوار وزرع الألغام في المياه قبل الانسحاب. فاز «باتيا» بجائزة «مراسل العام الدولي» على هذا التقرير الشامل، رغم أن اللقطات الفيلمية الحصرية للوقت الذي قضاه هناك لم تُعرض أبدًا.